# You Make My Dreams
You Make My Dreams, também conhecida por You Make My Dreams Come True é uma das mais famosas canções da parceria entre os músicos Hall & Oates.

## Na Mídia
- A música faz parte da trilha-sonora do filme 500 Days of Summer.[2]
- A música já foi usada em diversos comerciais, como a do website eHarmony e a do Toyota Camry.[3]

## Desempenho nas Paradas Musicais
| Ano  | Single               | Desempnho Nas Paradas Musicais | Desempnho Nas Paradas Musicais | Desempnho Nas Paradas Musicais | Desempnho Nas Paradas Musicais | Desempnho Nas Paradas Musicais | Desempnho Nas Paradas Musicais | Desempnho Nas Paradas Musicais | Certificações | Álbum  |
| Ano  | Single               | Billboard Hot 100              | Billboard Mainstream Rock      | US R&B                         | US Dance                       | US AC                          | Canadá                         | UK                             | Certificações | Álbum  |
| ---- | -------------------- | ------------------------------ | ------------------------------ | ------------------------------ | ------------------------------ | ------------------------------ | ------------------------------ | ------------------------------ | ------------- | ------ |
| 1981 | "You Make My Dreams" | 5                              | 35                             | —                              | —                              | —                              | 17                             | —                              | —             | Voices |